# Anna Levine
Anna Kluger Levine (n. 18 de septiembre de 1953) es una actriz estadounidense. También ha sido acreditada como Anna Levine Thompson y Anna Thomson.

## Filmografía
- Desperately Seeking Susan (1985) como Crystal.
- Murphy's Romance (1985) como Wanda.
- Talk Radio (1988) como Denise.
- Warlock (1989) como esposa del Pastor.
- Unforgiven (1992) como Delilah Fitzgerald.
- True Romance (1993) como Lucy.
- The Crow (1994) como Darla.
- Baby's Day Out (1994)
- Angela (1995) como Mae.
- Angus (1995) como April (acreditada como Anna Thomson).
- Bad Boys (1995) como Francine (acreditada como Anna Thomson).
- Other Voices, Other Rooms (1995) como Miss Amy Skully (acreditada como Anna Thomson).
- Jaded (1996) como Alexandra 'Alex' Arnold.
- Sue (1997) como Sue.
- Six Ways to Sunday (1997) como Annibelle.
- Fiona (1998) como Fiona (acreditada como Anna Thomson).
- Water Drops on Burning Rocks (2000) como Véra.
- Comida rápida, mujeres activas (2000) como Bella.
- Bridget (2002) como Bridget.
- American Widow (2009) como Following Woman.